# Boris Malagurski
Boris Malagurski (Cirillico: Борис Малагурски; Subotica, 11 agosto 1988) è un regista, produttore cinematografico e sceneggiatore serbo-canadese..

## Biografia
È proprietario della casa di produzione Malagurski Cinema, con sede a Vancouver, Canada.

## Filmografia

### Regista
- The Canada Project (2005)
- Kosovo: Can You Imagine? (2009)
- Il peso delle catene (2011)
- Belgrade (2012)

### Produttore
- Kosovo: Can You Imagine?, regia di Boris Malagurski (2009)
- Belgrade, regia di Boris Malagurski (2012)